# 蒲生麻由
蒲生 麻由（がもう まゆ、1982年3月16日 - ）は、日本の女優・タレント、ファッションモデル。身長169cm、血液型B型。愛称は「がもちゃん」「麻由さん」。スターダストプロモーション、株式会社リナーシェ、クィーンズアベニューを経て、エンノ所属。
埼玉県川越市出身。亜細亜大学卒業。

## 来歴
中学から高校までソフトボール部に所属しており、当初からレギュラーで、後に4番キャッチャーに指名される。その他、水泳や野球など、幅広いスポーツが好きで、水泳も10年以上やっている。2004年に初のフルマラソンに挑戦し、その後各地のマラソンやトライアスロンに出場する。
中学3年時の1996年、原宿でスカウトされ、その後すぐに、ティーン向けファッション雑誌「プチセブン」の専属モデルでデビュー。同誌卒業後は年齢層が上のファッション誌「ViVi」のレギュラーモデルとして活躍。大学卒業後は女優業を中心に活動の場を広げる。
1999年頃よりテレビ・映画と活動の場を広げ、2004年には『特捜戦隊デカレンジャー』でヘルズ3兄弟の長女（末妹）・サキュバスを演じる。翌2005年には『仮面ライダー響鬼』にヒロインの一人・立花香須実役で初レギュラー出演を果たす。2008年放送の「ウルトラギャラクシー大怪獣バトル」でケイトを演じたことにより日本を代表する特撮シリーズ3作品に出演したことになった。
2007年にはTBSの連続ドラマ「ハタチの恋人」に出演。2008年には本広克行監督作品「少林少女」に出演し得意のアクションを披露。2010年には、韓国のイ・ジェハン監督作品の映画「サヨナライツカ」や「沈まぬ太陽」など大作映画にも出演。
2010年7月31日を以ってそれまで所属していたスターダストプロモーションを退社。株式会社リナーシェを経て、クィーンズアベニューに所属。その後、現事務所に移籍。

## 人物
かつて同じスターダスト所属だった永田杏奈は高校の同級生であった。マラソンが好きで、2004年のホノルルマラソンは初マラソンながら5時間43分56秒で、翌年2005年には2度目の挑戦を4時間54分7秒で、それぞれ完走。2008年はパリマラソンを4時間44分40秒で完走した。本人曰く「世界中のマラソンを走って回りたい」とのこと。兄弟は、兄（グラフィック・デザイナー）が一人おり、人気女性ファッション誌を始め、タレント・モデルの写真集なども手がけている人気デザイナー。車は持っていないが自動車免許は所有している。その他、サプリメントアドバイザーの資格も所持している。好きな音楽は洋楽。
2010年10月26日にマウイ島にてスポーツメディカルアドバイザーの湯本優と挙式をしたことを発表したが、2014年に離婚。
2016年8月8日に入籍したことを2016年9月22日に発表。2017年2月5日に第1子男児を出産したことを、2月8日のブログ記事にて発表。

## 出演

### 映画
- GO-CON!（2000年3月、つんくタウンFILMS）
- アナザヘヴン（2000年4月、松竹）
- D.P（2004年8月、ケイエスエス）
- 劇場版 仮面ライダー響鬼と7人の戦鬼（2005年9月、東映） - 立花香須実 / かずえ役（2役）
- 子宮の記憶 ここにあなたがいる（2007年1月、トルネード・フィルム）
- スピードマスター（2007年8月25日公開、ジェネオン） - 大道寺リオ 役
- 少林少女（2008年公開、東宝）
- ハイキック・ガール!（2009年5月） - 飛燕 役
- Love Riderbr〜until I find the key to her heart〜（2007年、堤下敦監督）
- 沈まぬ太陽（2009年10年）
- サヨナライツカ（2010年1月） - 秘書 役

### テレビ
- ViViVi（1999年、YTV）
- e-girl（2000年、NTV）
- 私を旅館に連れてって 第6話（2001年5月、CX）
- ファイティングガール 第2・10話（2001年7月 - 9月、CX）
- Shin-D「チェリー」（2001年8月、NTV）
- THE夜もヒッパレ（2001年8月、NTV）
- ごくせん（2002年4月 - 7月、NTV）
- カヴァーしようよ（2002年、TX）
- 薔薇の十字架 第1話（2002年10月、CX）
- びじょどきゅ!（2002年、CBC）
- ろみひー（2003年、NTV）
- 恋する日曜日「見つめていたい〜トライライトアヴェニュー〜」（2003年4月、BS-i）
- お厚いのがお好き?（2003年10月 - 2004年3月、CX）
- 水10! ワンナイSP（2003年10月、2004年3月 CX）
- 特捜戦隊デカレンジャー 第21話 - 23話（2004年7月、EX） - リバーシア星人サキュバス・ヘルズ 役
- 仮面ライダー響鬼（2005年1月 - 12月、EX） - 立花香須実 役（レギュラー）
- 特命!刑事どん亀 第5話（2006年5月、TBS）
- 結婚できない男 第1話（2006年7月、CX）
- 役者魂! 第4話（2006年11月7日、CX）
- 火曜ドラマゴールド「ビネツ〜美肌の誘惑 現代エステ大奥物語〜」（2006年11月14日、NTV）
- H-code〜愛しき賞金稼ぎ〜（2007年1月13日 - 3月10日、全8話朝日放送） - 西木戸レナ 役
- スペシャルドラマ「玉蘭」（2007年6月16日、テレビ朝日）
- ザ!世界仰天ニュース（2007年8月29日、NTV）
- ハタチの恋人（2007年 10月14日 - 12月16日、TBS） - 竹内美樹 役（レギュラー）
- 水曜ミステリー9 「神楽坂署生活安全課3」（2007年10月17日、テレビ東京） - 刑事・牧田仁美 役
- ウルトラギャラクシー大怪獣バトル（2007年12月、BS11） - ケイト 役
- 「旅美人」（2008年3月4日、11日、18日、25日 フジテレビ）
- 「ロス:タイム:ライフ」第8節（部長編）（2008年3月29日、フジテレビ）
- 「ラスト・フレンズ」1話、4話（2008年4月10日、5月1日 フジテレビ）
- 水曜ミステリー9 「神楽坂署生活安全課4」（2008年4月30日、テレビ東京） - 刑事・牧田仁美 役
- 水曜ミステリー9 「神楽坂署生活安全課5」（2008年10月8日、テレビ東京） - 刑事・牧田仁美 役
- 陽炎の辻〜居眠り磐音 江戸双紙〜3（2009年4月-8月、NHK） - 雑賀衆 おてん 役
- Xmasの奇蹟（2009年11月-12月、東海テレビ） - 手島実花 役
- 闇金ウシジマくん 第2話（2010年10月、毎日放送）
- 土曜ワイド劇場 ミステリー作家 六波羅一輝の推理 「白骨の語り部」（2010年12月4日、朝日放送） - 昆市子 役
- 俺の空 刑事編 第7話（2011年12月5日、テレビ朝日） - 宮下麻衣子 役
- 水曜ミステリー9「カメラマン亜愛一郎の迷宮推理」（2013年11月13日、テレビ東京） - 柚木ルカ 役
- 知ってるワイフ 最終話（2021年3月18日、フジテレビ）
- おいハンサム!! 第1話（2022年1月8日、東海テレビ・フジテレビ） - 妄想の美女 役
- 誘拐の日（2025年7月8日 - 、テレビ朝日） - 七瀬さやか 役[3]

### DVD
- 蒲生麻由 The 1st.（2005年10月21日、ライブドア）

### CM
- AXE（ユニリーバ・ジャパン） - マネキン（抱きつき編）など（2007年3月 - ）
- 白元 めざましアローム
- クロレッツ（キャドバリー・シュウェップス製品）の警官役
- ヴェゼル（ホンダ）

### オリジナルビデオ
- 警視庁特別調査課 マーダーファイル 津山30人殺しを追え!（2005年3月18日）
- 特捜戦隊デカレンジャーVSアバレンジャー（2005年3月21日、東映）サキュバス役

### 写真集
- Fortune M（2005年10月24日、彩文館出版、撮影：木村晴）ISBN 978-4775600986

### 雑誌
- プチセブン（小学館）専属
- ViVi（講談社）レギュラー
- ランニング・スタイル（枻出版社）レギュラー（ - Vol.10）

### 舞台
- 子どもさんかん日（2008年11月26日 - 30日、東京芸術劇場中ホール） - ヒロイン 榊役